# Уругвай на летних Олимпийских играх 1960
Уругвай принимал участие в Летних Олимпийских играх 1960 года в Мельбурне (Австралия) в восьмой раз за свою историю, но не завоевал ни одной медали.